# Мирза Башируддин Махмуд Ахмад
Мирза Башируддин Махмуд Ахмад (12 января 1889 — 7 ноября 1965) — II Халиф Обетованного Мессии и Имама Махди, Глава Ахмадийской Мусульманской Общины и старший сын Мирзы Гулама Ахмада и его второй жены, Нусрат Джахан Бегум. Он был избран в качестве второго преемника Мирза Гулама Ахмада 14 марта 1914 года, в возрасте 25 лет, на следующий день после смерти своего предшественника Хакима Нуруддина. Создал организационную структуру Ахмадийского сообщества, улучшил его администрирование, составил 10 томов толкования Корана и развил обширную миссионерскую деятельность за пределами субконтинента Индии (а затем и Пакистана). Был известным оратором и активным политическим деятелем, особенно до провозглашения независимости Индии. Мирза Башируддин Махмуд Ахмад рассматривается членами Ахмадийской Мусульманской Общины, как «Муслихи Mауд» (Обетованный Реформатор) или «Обетованный сын», согласно пророчеству Мирзы Гулама Ахмада о том, что Бог дарует ему сына.

### Рождение отрочество и юность
Мирза Башируддин Махмуд Ахмад родился 12 января 1889 года в Кадиане, Пенджаб, Индия в семье Мирзы Гулама Ахмада и его супруги госпожи Нусрат Джахан Бегум. В том же году Мирза Гулам Ахмад основал Ахмадийское движение в Исламе. В раннем детстве он был озорным, игривым и беззаботным мальчиком. Однако по причине своей болезни он так и не смог получить среднее образование. В юности он оставался активным членом движения своего отца. Он сопровождал его на многих поездках и основал журнал под названием «Ташхизуль Ахзан».
В 1907 году Мирза Башируддин Махмуд Ахмад поведал о том, что комментарий к суре «Аль-Фатиха», первой главе Корана был раскрыт ему посредством ангела и путём видения. Согласно убеждению Мирзы Башируддина Махмуда Ахмада, это видение означало то, что Бог поместил знания Корана в его сознании в виде семян. С этого момента, по рассказам очевидцев, ему было даровано особое знание толкования Корана.
Мирза Башируддин Махмуд Ахмад, в течение длительного времени изучал Коран, в данном случае его первую главу. Когда он достиг стиха —

إِيَّاكَ نَعْبُد وَإِيَّاكَ نَسْتَعِين
— [Коран] сура Ал-Фатиха аят:5
 «Тебе одному мы поклоняемся и к Тебе одному взываем о помощи, ангел поведал ему следующее:

Все предыдущие комментаторы были в состоянии комментировать только до этого места. Я же желаю продвинуть твоё знание дальше». Согласно словам Мирзы Башируддина Махмуда Ахмада, ангел сказал ему: «Иди дальше». После этого, он продолжал учить его до тех пор, пока не научил его толкованию целой суры «Аль-Фатиха» … С тех пор, у него не было ни одного дня, который не отразился бы на суре «Аль-Фатиха». Бог всегда учил его и открывал для него пути познания различных отраслей знаний. В своей безграничной милости, Бог разъяснил ему все сложные предметы, описанные в Священном Коране.
— Мирза Башируддин Махмуд Ахмад, Обетованный Реформатор, «Анваруль улюм», том 17 стр. 570
Мирза Гулам Ахмад умер в Лахоре 26 мая 1908 года, когда Мирзе Башируддину Махмуду Ахмаду исполнилось 19 лет. На следующий день, 27 мая 1908 года Мирза Башируддин Махмуд Ахмад принёс обет верности Хакиму Нуруддину, первому преемнику Мирзы Гулама Ахмада. После смерти своего отца, Мирза Башируддин Махмуд Ахмад продолжал изучать Коран, хадисы «Сахих аль-Бухари», «Маснави» Джалалуддина Руми и основы врачевания под руководством Хакима Маульви Нуруддина, с которым у него была тесная дружба. Мауляна Хаким Нуруддин оказал огромное влияние на жизнь Мирзы Башируддина Махмуда Ахмада. Он также начал писать статьи для различных изданий Ахмадийского сообщества и часто проводил богословские дискуссии с различными учёными сообщества. В июле 1911 года он был назначен Главой Ахмадийского сообщества.
Мирза Башируддин Махмуд Ахмад посетил Египет и Саудовскую Аравию в сентябре 1912 года, где в ходе своей поездки совершил хадж. По возвращении в Кадиан в июне 1913 года, он начал издавать газету под названием «Аль-Фазл». Эта газета Ахмадийской Мусульманской Общины является средством нравственного воспитания её членов, проповедует ислам и знакомит читателей с историей Ахмадийского сообщества.

### Халифат
13 марта 1914 года, в 2 часа ночи, в Кадиане, Индия скончался первый Халиф Обетованного Мессии и Имам Махди Хаким Маульви Нуруддин. На следующий день, в мечети Нур, после молитвы «Аср», Мухаммад Али Хан — видный член Ахмадийского сообщества зачитал вслух его завещание, которое гласило:

Во имя Аллаха, Милостивого и Милосердного. Мы славим Его и призываем благословения на его благородного Посланника. Ваш скромный слуга пишет в полном владении своих чувств. Нет достойного поклонения, кроме Аллаха и Мухаммад — Посланник Аллаха. Мои дети ещё малы и в нашем доме не осталось никаких финансовых средств. Всевышний Аллах является их опекуном. Они не должны финансироваться из фонда для детей-сирот и нуждающихся. Они могут брать деньги только в долг. Этот долг должен быть погашен моими сыновьями, когда они вырастут и будут в состоянии сделать это. Все мои книги и имущество должно перейти к ним. Мой преемник должен быть праведным, известным и образованным. Он должен обладать образцовым поведением. Он должен проявлять терпение по отношению к старым и новым друзьям Обетованного Мессии. Я был доброжелателен ко всем, поэтому таким же должен быть и он. Он должен продолжить обучение сообщества Священному Корану и хадисам. Мир вам.— Хаким Нуруддин. Завещание, 4 марта 1914 года.
После того, как завещание первого Халифа было прочитано, находящиеся там члены Ахмадийского сообщества пришли к выводу, что Мирза Башируддин Махмуд Ахмад больше всех отвечает критериям преемника, который был описан в завещании. Они начали призывать Мирзу Башируддина Махмуда Ахмада, принять их обет верности. Будучи не готовым к такому развороту событий, он обратился к Маульви Сайиду Сарвар Шаху и сказал: «Господин Маульви, это бремя упало на меня внезапно и нежданно, я не могу даже вспомнить слова обета верности. Будьте добры помогите мне в этом». После этого он стал принимать обет верности присутствующих там членов сообщества, повторяя слова за господином Сарвар Шахом. После принятия обета верности, он вознёс мольбу и выступил с краткой речью.
Мирза Башируддин Махмуд Ахмад был избран II Халифом Обетованного Мессии 14 марта 1914 года.
Под его руководством было осуществлено дальнейшее развитие сферы миссионерской деятельности и доведение медресе «Ахмадийя» до университетского уровня. За время своего пребывания в должности Халифа, он основал 46 иностранных миссий и учреждение «Анджуман Тахрика Джадид», в которое жертвовались финансовые средства от членов Ахмадийской Мусульманской Общины для подготовки миссионеров и их пребывания в различных странах. Эти иностранные миссии Ахмадийского сообщества были учреждены на Маврикии (1915), в США (1920), Гане (1921), Египте (1922), Бухаре (1923), Иране (1924), Палестине и Сирии (1925), на Яве, в Коломбо (1931), Бирме, Японии (1935), Аргентине, Албании (1936), Югославии, Сьерра-Леоне (1937), Испании (1946) и Ливане (1949). Под руководством Мирзы Башируддина Махмуда Ахмада было построено множество мечетей, где были созданы миссии. Стали издаваться журналы и периодические издания на различных языках. Под его личным руководством был начат перевод Корана на английский язык с подробными комментариями с учётом интереса европейских народов.

### Сплит
14 марта 1914 года в Кадиане, после смерти I Халифа Обетованного Мессии, его завещание было прочитано вслух по просьбе членов высшего совета Ахмадийского сообщества и было принято решение избрать преемника. Вскоре после этого, Мирза Башируддин Махмуд Ахмад был избран вторым преемником Мирзы Гулама Ахмада. Почти сразу же, фракция во главе с Мауляной Мухаммадом Али и Ходжа Камалуддином выступила категорически против его преемственности и отказалась принять его в качестве следующего Халифа Обетованного Мессии. Это было связано с определёнными доктринальными различиями, относительно характера пророчества Мирзы Гулама Ахмада, а также способности Мирзы Башируддина Махмуда Ахмада возглавить Ахмадийское сообщество. В итоге, они покинули Кадиан и поселились в Лахоре, где учредили организацию под названием «Анджуман ишаати Ислам».
Профессор Йоханан Фридман, Непрерывное религиозное пророчество ахмади в аспекте средневекового мышления", следующим образом описывает этот раскол:

Хотя разногласия внутри этого движения всегда описывается в терминах доктринальных различий, столкновение личностей, вероятно, также сыграло свою роль. Резонно предположить, что Мухаммаду Али, который имел степень магистра в области английского языка, преподавал в различных колледжах в Лахоре и был связан с Ахмадийским сообществом с 1892 года, было нелегко заставить себя смириться с руководством Мирзы Башируддина Махмуда Ахмада, который к тому же был на пятнадцать лет моложе его. Ведь помимо всего этого он имел плохую успеваемость и в результате этого так и не смог получить даже среднего образования. Аналогичное объяснение занимала и позиция Ходжи Камалуддина, который родился в 1870 году, и был почти на двадцать лет старше Мирзы Башируддина Махмуда Ахмада. Он присоединился к Ахмадийскому движению в 1893 году. В этом же году он получил научную степень в христианском колледже «Форман» и занимался преподавательской деятельностью в колледже «Исламия» в Лахоре. В 1898 году он получил юридическое образование и начал практиковать юриспруденцию.
— Йоханан Фридман, Непрерывное религиозное пророчество ахмади в аспекте средневекового мышления», стр. 21.

### Движение за не сотрудничество
Мирза Башируддин Махмуд Ахмад получил известность важного политического деятеля ещё до провозглашения независимости Индии. Он имел тесные контакты с руководством Всеиндийской мусульманской лиги. В 1919 году после поражения Турции в первой мировой войне, которая имела огромное влияние на мусульман Индии, в Лакхнау была проведена Всеиндийская конференция мусульманин, чтобы обсудить будущее существование Турции. На эту конференцию был приглашён и Мирза Башируддин Махмуд Ахмад. Он не смог присутствовать лично, но написал брошюру на тему будущего Турции и обязанностей мусульман. Эта брошюра было зачитана на конференции.
Позиция Мирзы Башируддина Махмуд Ахмад, как правило, расходилась с деятельностью движения Халифата, которое стремилось защитить Османский Халифат и оказать давление на британское правительство в защиту Османской империи. Движение халифата стало основной частью усилий движения за не сотрудничество. Мирза Башируддин Махмуд Ахмад утверждал, что деятельность этого движения была направлена против учений ислама и причинила огромный ущерб мусульманам. Он подчеркнул отсутствие условий, при которых ислам позволяет себе отказ от сотрудничества, и призвал к проповедованию и социальному взаимодействию с англичанами. Он также подверг критике выборы Махатмы Ганди как лидера движения, призывающего мусульманских лидеров оставить Ислам и присоединиться к нему ради движения за не сотрудничество.

### Межконфессиональное согласие
В 1919 году Мирза Башируддин Махмуд Ахмад также назначил ряд молодых талантливых мусульман — ахмади заняться исследованием основных религий мира. Он также выступил с рядом общественных лекций о необходимости религии и зависимости мира от ислама в будущем. В 1920 году в целях содействия взаимопонимания и гармонии между индусами и мусульманами, он предложил индусам послать двадцать студентов в Кадиан для изучения Корана. В свою очередь он направил двух студентов из числа мусульман в определённые индуистские центры для изучения Вед. Он также читал лекции по Священному Корану для мужчин и женщин Ахмадийского сообщества.

### Реформы в организации «Садр Анджуман Ахмадия»

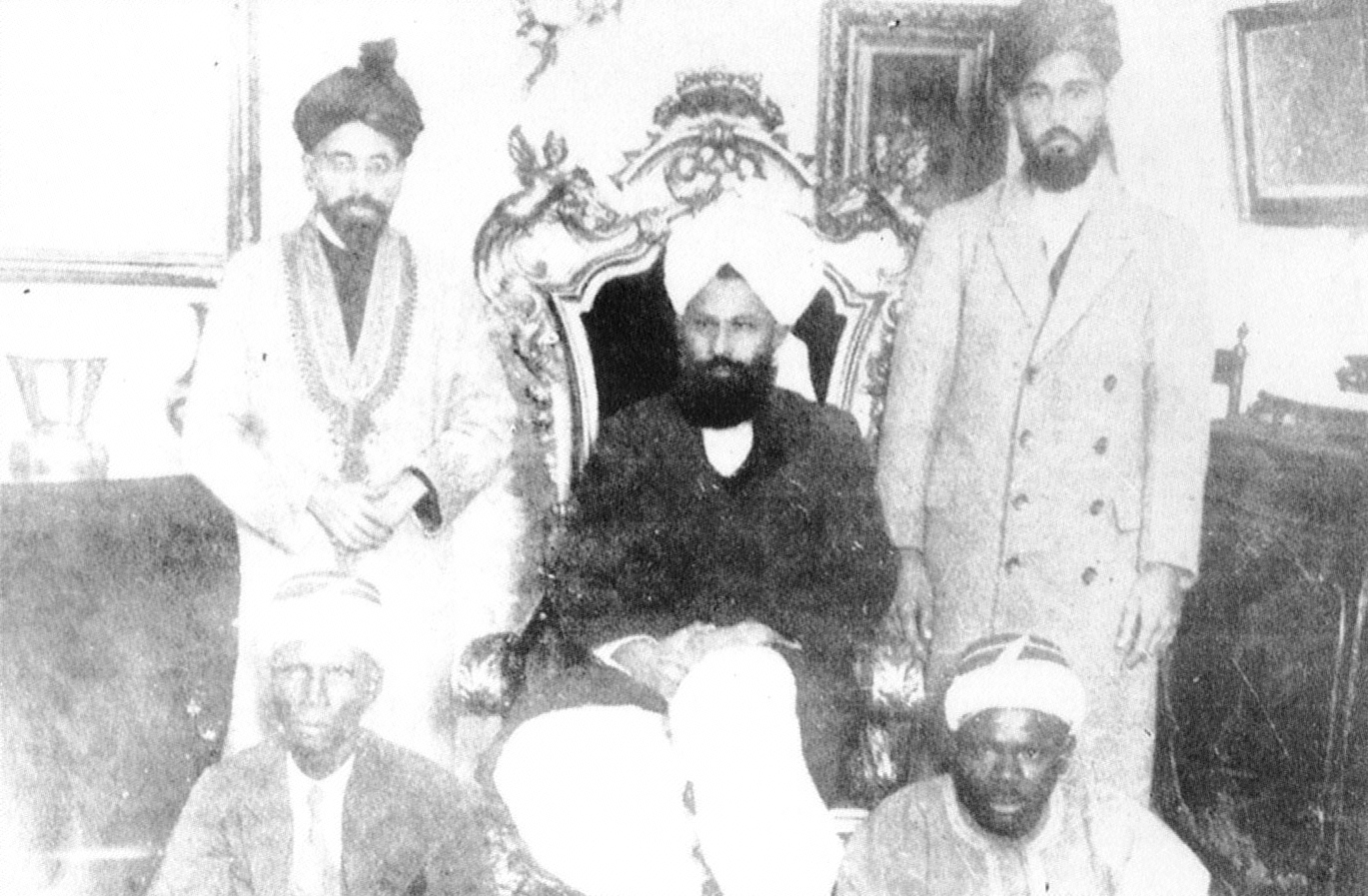
Эта фотография была сделана во время поездки Мирзы Башируддина Махмуда Ахмада в Англию в 1924 году. Справа налево: Фазлюль Рахман Хаким, Мирза Башируддин Махмуд Ахмад и Абду Рахим Наввар. В нижней части, два человека из Западной Африки..

В 1919 году Мирза Башируддин Махмуд Ахмад осуществил определённые реформы в организации «Садр Анджуман Ахмадийя» (Центральный исполнительный орган). Он был инициатором формирования системы отдельных учреждений и ведомств, в сфере образования, казначейства, литературы и общих дел. Каждый из этих отделов возглавляется (Назир).
Позже реформы включили в себя введение отдела по иностранным делам, и создание системы управления поместных общин, первоначально, только в пределах Пенджаба. Амир (Глава) каждой поместной общины выполнял представительские функции Халифа Ахмадийской Мусульманской Общины на местах.

### Создание Маджлиси Шура
В 1922 году Мирза Башируддин Махмуд Ахмад создал «Маджлис-аш-Шура» или консультативный совет общины. Этот совет состоит из представителей, избранных членами Ахмадийского сообщества по всему миру. Этот совет собирается раз в год, для обсуждения и предложений по всем вопросам, касающимся деятельности Ахмадийского сообщества. Тем не менее, окончательное решение, принимается халифом. На международном уровне, этот совет проводится под председательством халифа. Его основная цель заключается в консультировании халифа по таким важным вопросам, как финансы, проекты, образование, и других вопросов, связанных с членами сообщества. Халиф может комментировать, издавать инструкции, объявлять свои решения по предложениям в ходе судебного разбирательства или может отложить этот вопрос для дальнейших размышлений над ним. Тем не менее, в большинстве случаев халиф принимает совет, данный большинством. На национальном уровне, совет проводится под председательством Амира (Национальный президент). В заключение судебного разбирательства, рекомендации направляются халифу для утверждения. Он вправе принять их либо отклонить или частично согласиться с ними.

### «Шуддхи» и движение «Арья Самадж»
В начале двадцатых годов «Арья Самадж» (индуистское реформистское движение) начало осуществление миссионерской кампании «Шуддхи» с целью возвращения в индуизм, тех, кто перешёл в другие религии (в большинстве случаев в ислам), в частности это касалось группы раджпутов под названием «Малканас». Компания «Шуддхи» была довольно успешна в своей деятельности, в период между 1922—1923 годами. Эта миссионерская компания активно осуществляла свою деятельность в Агре и в Пенджабе. Когда Мирза Башируддин Махмуд Ахмад узнал об этой деятельности, он начал создавать контр движение с целью распространения учения ислама и удержания людей от перехода в индуизм. Под его личным руководством была создана сеть миссионеров по всему региону «Уттар-Прадеш», где эта деятельность была широко распространена.
В 1923 году он направил туда делегации мусульман — ахмади, чтобы предотвратить дальнейшее продвижение этой идеологии. Этот акт, принёс ему некоторую популярность среди мусульманской элиты Индии. В сентябре 1923 года, Арии, объявили о прекращении компании «Шуддхи»
Позднее в 1926 году мусульманский фанатик Абдул Рашид убил ножом Свами Шрадхананду — главу движения «Бхартья инду Шудди Сабха». Во второй половине двадцатых и в начале тридцатых годов, в соответствии с директивами различных собраний и митингов Мирза Башируддин Махмуд Ахмад инициировал проведение собраний, посвящённых жизни исламского пророка Мухаммада. Эти собрания называются «Джальса сиратуль наби». Они проводятся по всему Индийскому субконтиненту, с участием как мусульман, так и не мусульман. Эта практика и поныне осуществляется мусульманами — ахмади.

### Тур по Ближнему Востоку и Европе

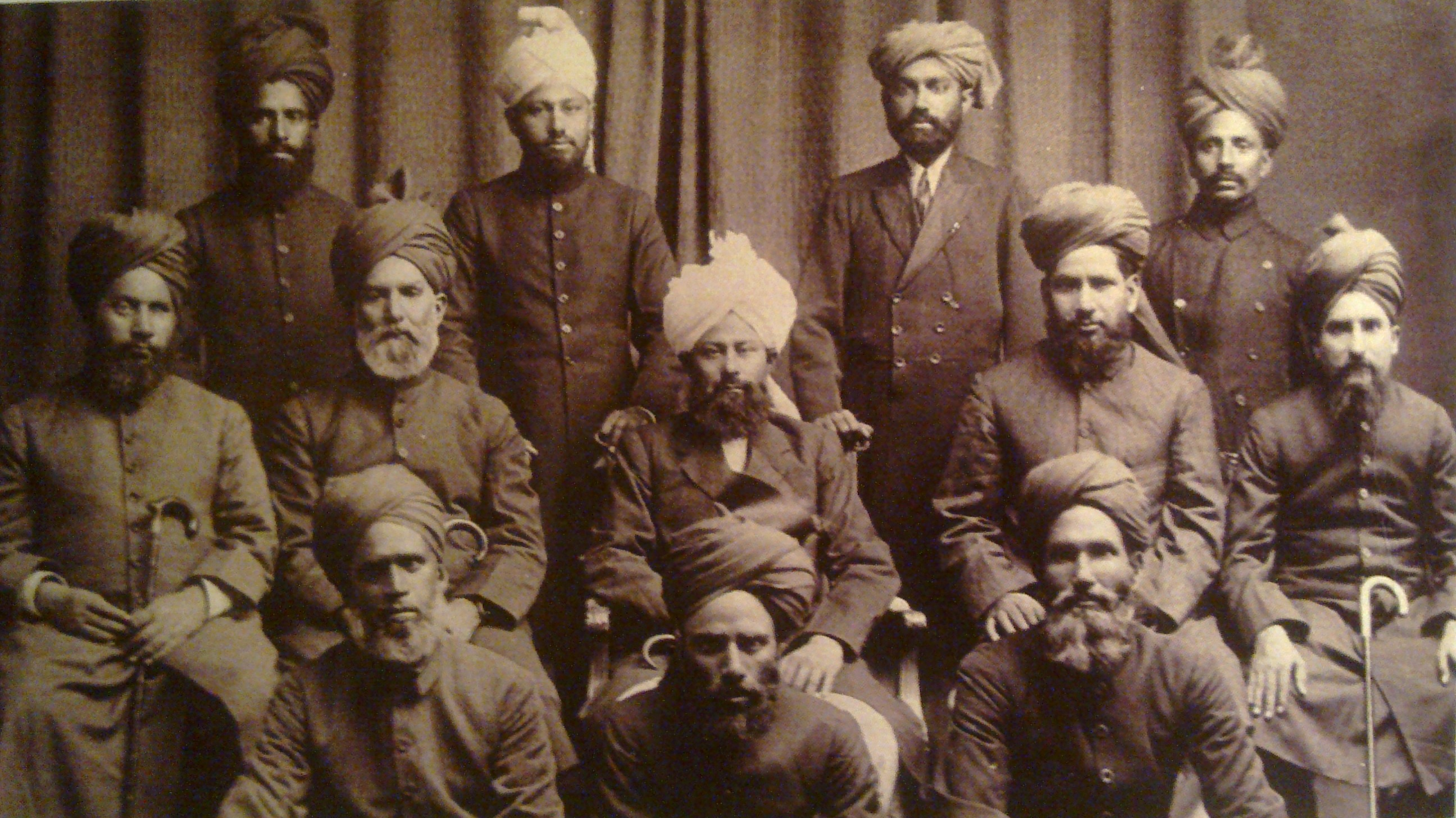
Мирза Башируддин Махмуд Ахмад (сидит в центре) с учёными, которые сопровождали его в турне по Ближнему Востоку и Европе.

В 1924 году, в сопровождении 12 видных мусульман — ахмади, Мирза Башируддин Махмуд Ахмад посетил различные регионы Ближнего Востока и европейских стран. Он совершил путешествие до порта «Саид» в Каире, и оттуда в Иерусалим, Хайфу и Акку. Позднее на поезде он отправился в Дамаск, где, как сообщается, привлёк огромное внимание общественности и оппозиции. Здесь он обсудил претензии видных учёных относительно притязаний Мирзы Гулама Ахмада, а также провёл ряд встреч с интеллектуальным сообществом Дамаска.
16 августа он достиг Италии и 4 дня пробыл в Риме. Он также посетил Францию и Англию, где выступил с многочисленными докладами, провёл ряд встреч и дал интервью многочисленным журналистам. По прибытии в Лондон он посетил местечко «Лудгейт Хилл». Таким образом, был исполнен пророческий хадис о даджале, который должен был быть убит у ворот Луда.)Мирза Башируддин Махмуд Ахмад совершил безмолвную молитву возле собора Святого Павла. В 1924 году его доклад под названием «Ахмадийят — истинный ислам» был прочитан на конференции мировых религий в Уэмбли, куда он был приглашён организаторами конференции, для того, чтобы представлять ислам. В Лондоне он заложил первый камень в фундамент мечети «Фазл». Это событие получило очень хорошую огласку. Строительство этой мечети было завершено в 1926 году. Все расходы на её строительство были полностью покрыты женщинами Ахмадийского сообщества. Он также посетил местечко «Певенси», где посетил памятник Вильгельму завоевателю, полагая, что этот его визит имеет мистическое значение в исполнении его духовного видения, которое открылось ему в Индии перед самым его отъездом. В Брайтоне, он также посетил мемориал памяти павших товарищей по оружию во время второй мировой войны, известный, как «Чаттри» (Брайтон). Он вознёс мольбу, стоя перед королевским дворцом.

### Всеиндийский комитет Кашмира
В 1931 году был создан Всеиндийский комитет Кашмира. Он был создан в целях защиты гражданских прав и облегчения участи мусульман Кашмира. Мирза Башируддин Махмуд Ахмад был избран первым президентом этого комитета. В целях улучшения жизни мусульман Кашмира, он стремился собрать мусульманских лидеров с разными мнениями на одну платформу и добился больших успехов в этом деле. Комитет обратил внимание мусульман Кашмира к получению образования. Мирза Башируддин Махмуд Ахмад оказал личную практическую помощь в достижении этой цели. Она также призывал мусульман Кашмира к торговле, коммерции и участии в политике своей страны.
Вместе с этим комитет столкнулся с сильной оппозицией со стороны Индийского национального конгресса и движения «Ахрори» против Ахмадийята. Ахрори утверждали, что формирование этого комитета под руководством мусульман — ахмади имеет цель распространить Ахмадийское учение. Они решительно выступили против руководства Мирзы Башируддина Махмуда Ахмада. В 1931 году, в своём выступлении, Мирза Башируддин Махмуд Ахмад посоветовал последователям движения «Ахрори», следующее:

Я призываю всех, находящихся здесь, последователей движения «Ахрори», пойти и передать мои слова всем своим друзьям! Мне всё равно, в какой мере, они проявляют злость в отношении меня. Они должны остановить эти слухи ради угнетённых братьев Кашмира. Пусть они придут. Я готов оставить пост президента, но они должны обещать, что будут следовать решению большинства мусульман. Сегодня мы уже увидели их нрав, пусть они придут и посмотрят на наши нравы. Я заверяю, что даже после моего ухода с поста президента, я и моё сообщество будет помогать народу Кашмира больше, чем их коллеги. Для меня этот пост не имеет значения. Уважение обретается согласно служению. Лидером нации является тот, кто служит своему народу …— Саванэ Фазле Умар
Мирза Башируддин Махмуд Ахмад оставил пост президента Всеиндийского комитета Кашмира в 1932 году по причине беспорядков и волнений, учинённых движением «Ахрори».

### Преследование
«Маджлис Ахрар-уль-ислам», было недолговечным сепаратистским политическим движением, которые ранее примыкало к Халифату. Оно отличалось по некоторым вопросам от Индийского национального конгресса. Затем на встрече в Лахоре в 1931 году, оно объявило о создании своей партии. Движение «Ахрори» свободно финансируемое конгрессом, выступало также против политики лиги мусульман. Они заявили, что их целью является руководство над мусульманами Индии в вопросах национализма и религии. Они яростно выступали против Ахмадийской Мусульманской Общины в Индии на политическом уровне. В 1931 году они провели серию конференций и организовали протестную манифестацию вблизи города Кадиан. Как сообщается, они возбуждали ненависть против Ахмадийята, которая сопровождалась случаями жестоких гонений в отношении мусульман — ахмади. Многие из них, как сообщалось, были подвергнуты нападению, избиты, побиты камнями и разграблены. В ряде мест их мечети были заняты другими людьми. Мирза Башируддин Махмуд Ахмад посоветовал всем мусульманам — ахмади не принимать ответные меры. Он повелел им сконцентрироваться на молитве и объяснил, что для Ахмадийского сообщества было неизбежно испытать периоды гонений.
Он говорил:

Мы должны принять на себя обязательства, если мы призваны принести в жертву наши духовные и физические жизни или подвергаться пыткам в руках тех, кто выступает против нас. Невозможно добиться победы без жертв. Все эти жертвы являются божьей милостью. Когда Моисей увидел огонь, Бог сказал ему: «Истинно Я твой Господь. Я указываю тебе. Если ты хочешь достичь Бога, ты должен пройти через него». Следовательно, вы тоже должны пройти через огонь и другие подобные опасности на пути к успеху.— Аль-Фазл

### «Новая схема»

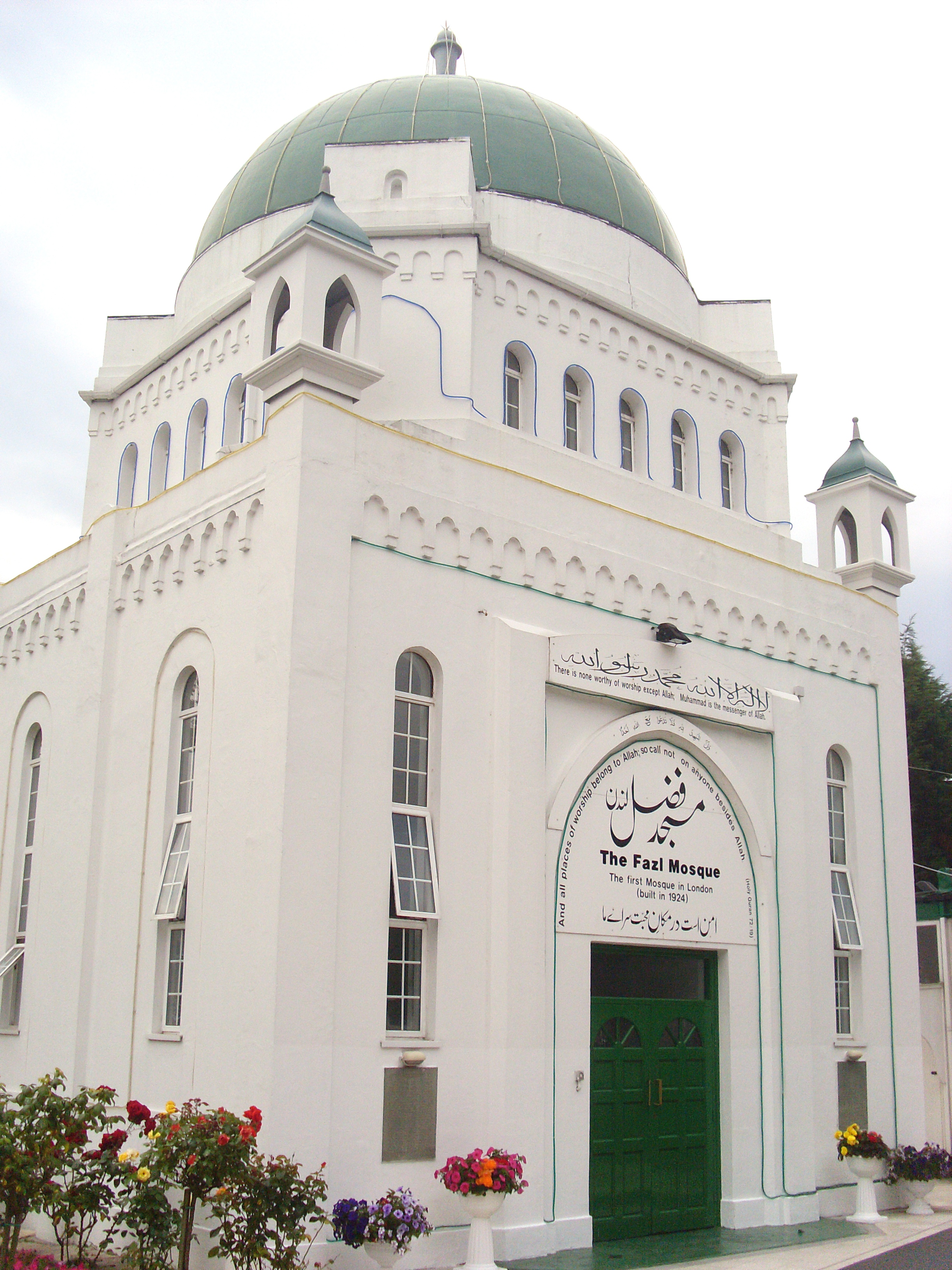
Мечеть «Фазл» в Лондоне, основана в 1924 году.

В 1934 году Мирза Башируддин Махмуд Ахмад сделал заявление о том, что получил божественное откровение практического воплощения схемы создания иностранных представительств и нравственного воспитания мусульман — ахмади. Согласно этой инициативе члены Ахмадийского сообщества должны были добровольно посвятить себя миссионерской деятельности, а также они должны были жертвовать финансовые средства в специальный фонд для распространения ислама в зарубежных странах. В итоге этих мероприятий было создано 46 иностранных представительств. «Тахрика Джадид» и «Вакфэ Джадид» или «новая схема» и «новая преданность», изначально, рассматривались как духовная битва против угнетателей мусульман — ахмади. Перед мусульманами — ахмади был поставлен ряд требований и ограничений. Они должны были вести скромный образ жизни, то есть, ограничивать себя в еде, одежде и так далее. Для них вводился временный запрет на все формы роскоши и развлечений. Члены Ахмадийского сообщества, призывались к тому, чтобы посвящать своё время и деньги ради своей веры. Со временем схема произвела огромное количество литературы в защиту ислама в целом и в защиту ахмадийских убеждений в частности. Эти средства были также потрачены на подготовку и диспетчеризацию ахмадийских миссионеров за пределами Индийского субконтинента, и средств их существования. В рамках этой программы Мирза Башируддин Махмуд Ахмад назначил пятерых мужчин обследовать Пенджаб для того, чтобы выяснить, лучший способ распространения ахмадийского учения. Впервые был создан организованный метод обучения членов сообщества в качестве миссионеров. Обращаясь к оппозиции в лице движения «Ахрори» Мирза Башируддин Махмуд Ахмад, сказал:

Для того чтобы расширить распространение ислама я призвал молодёжь выйти вперёд и посвятить свою жизнь служению религии. Сотни молодых людей уже откликнулись на мой призыв. Эти выпускникам, каждый месяц, выплачивается 15 рупий в качестве пособия. Это небольшое пособие, которое едва ли способно обслужить их основные потребности. Тем не менее, те, кто живёт на эту ничтожную сумму, путешествуют в другие страны и распространяют послание ислама. Я пригласил членов сообщества выйти вперёд и сделать финансовые пожертвования. В то же время я говорю, что ещё не пришло время для больших жертв. Я просил собрать 27 000 рупий, в то время как сообщество пообещало собрать 108000 рупий, из которых уже поступило более 82 000 рупий.— «Пятничная проповедь», от 27 сентября 1935 года.
Система «Вакфэ Джадид» несла ответственность за внутренний аспект воспитания членов Ахмадийского сообщества. Согласно этой системе члены сообщества должны были посвящать свою жизнь для обучения и нравственного воспитания мусульман — ахмади в сельской местности в пределах Индии. Позже были созданы постоянные представительства этого учреждения. В период правления поздних халифов Ахмадийской Мусульманской Общины, эта система обрела международный характер.

### Вспомогательные организации
После того, как сообщество стало быстро расширяться, оно было разделено на различные возрастные группы:
«Худаммул Ахмадийя» — молодёжная организация, объединяющая молодёжь сообщества в возрасте от пятнадцати до сорока лет. «Атфауль Ахмадийя» — детская организация, объединяющая мальчиков в возрасте от семи до пятнадцати лет. «Ладжна Имаулла» — организация женщин в возрасте старше пятнадцати лет. «Нусратуль Ахмадийя» — организация девочек в возрасте от семи до пятнадцати лет. «Ансарулла» — организация мужчин в возрасте старше сорок.

### Исламский календарь «Шамси»
Григорианский календарь был создан на основе солнечного движения и начинается с рождения Иисуса, в то время как исламский календарь создан на основе лунного движения и начинается с эмиграции Мухаммада из Мекки в Медину, которое произошло в 622 году.
В 1940 году после долгих исследований расчётов под руководством Мирзы Башируддина Махмуда Ахмада, был разработан новый календарь «Шамси» по хиджре на основе солнечного движения. Несмотря на то, что этот календарь был создан на основе солнечных расчётов, он сформирован с начал эмиграции Мухаммада вместо рождения Иисуса. Согласно этому методу 2008 год соответствует 1387 году по хиджре / Шамси, то есть, с момента эмиграции Мухаммада из Мекки в Медину. Количество и временные рамки каждого месяца этого календаря аналогичны с христианским календарём, то есть лунный месяц короче на несколько дней, чем солнечный. Каждый месяц солнечного календаря по хиджре, основан на важном мероприятии истории раннего ислама:
1. Сулх (мир): Январь
2. Таблиг (проповеди): Февраль
3. Аман (защита): март
4. Шахадат (мученичество): Апрель
5. Хиджрат (миграция): Май
6. Ихсан (доброжелательность): июнь
7. Вафа (верность): июль
8. Захур (внешний вид): август
9. Ихва (братство): Сентябрь
10. Табук (Битва при Табуке): Октябрь
11. Набувват (Пророчество) Ноябрь
12. Фатх (победа): Декабрь

### Обетованный сын
Мирза Башируддин Махмуд Ахмад, в серии своих публичных выступлений по всей Индии в 1944 году, заявил о том, что он был тем самым «Обетованным сыном» о котором предсказывал его отец Мирза Гулам Ахмад. В ходе собраний, проведённых в различных местах в Индии, он сообщил о том, что это его притязание было основано на откровении. Он уточнил, что он не был только Обетованным сыном, поскольку в соответствии с пророчествами будут появляться отражения и других «Обетованных сыновей», а некоторые из них будут проявлять своё отражение даже после столетий. Он также предсказал своё возвращение в образе другого Обетованного сына с целью реформирования мира в период широкого распространения «ширка» (многобожия).
Ему также удалось осуществить перевод и публикацию Корана на разные языки мира. Десять томов «Тафсира Кабир», которые он написал, являются неполным комментарием к Корану. Его учёность в области религиозных и светских дисциплин была хорошо известна в литературных кругах. Он прочитал ряд известных лекций на различные темы в учебных заведениях, на которых присутствовала интеллигенция и лидеры того времени.

### Миграция в Пакистан

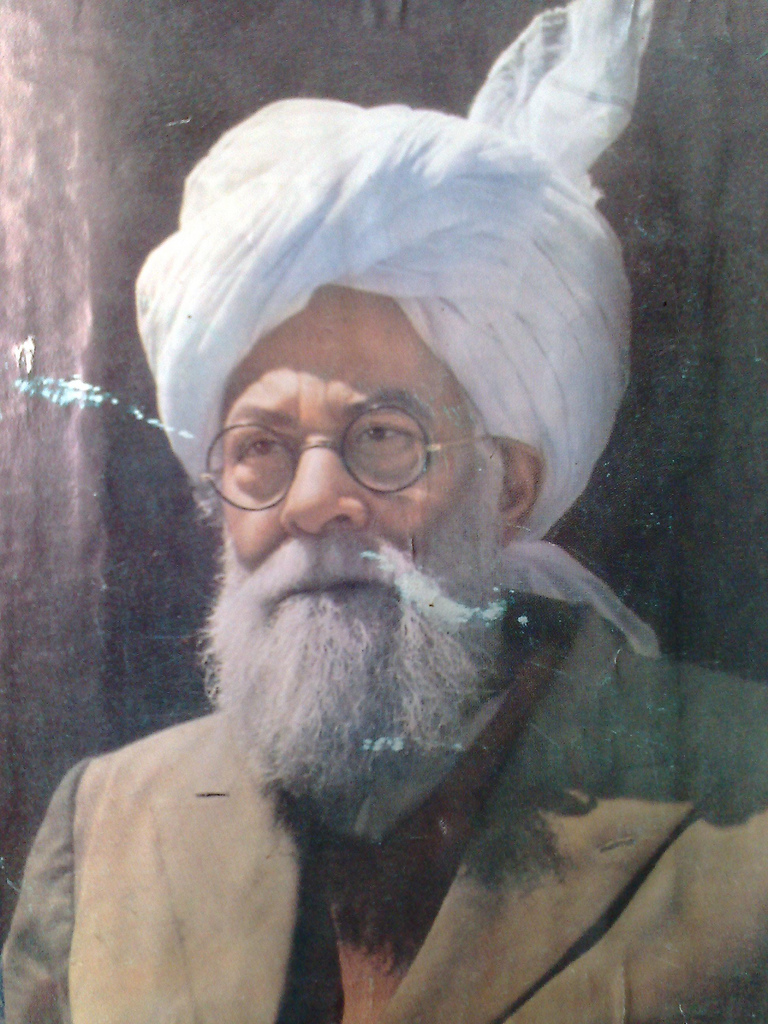
Мирза Башируддин Махмуд Ахмад в 1954 году.

В 1947 году после обретения независимости Пакистана под руководством Мирзы Башируддина Махмуда Ахмада была совершена эмиграция членов Ахмадийского сообщества из Кадиана, Индия в Пакистан. С целью сохранения святых для мусульман — ахмади, мест, в Кадиане им было оставлено 313 мужчин из числа членов Ахмадийского сообщества, получивших известность как дервишей Кадиана. В их числе он оставил двух своих сыновей. Первоначально члены Ахмадийского сообщества поселились в Лахоре, однако в 1948 году, члены Ахмадийского сообщества высушив, отведённый им участок земли, под руководством Халифа, построили город Рабва, который быстро превратился в новую штаб-квартиру Ахмадийского сообщества. В Пакистане Мирза Башируддин Махмуд Ахмад выступил с серией лекций о будущем Пакистана с точки зрения:
- Обороны
- Сельского хозяйства и промышленности
- Лесоразведения
- Домашнего скота и минеральных ресурсов
- Экономического роста
- Развития наземных, воздушных и морских сил.

### Массовые беспорядки в 1953 году
В 1953 году были организованы массовые волнения против мусульман — ахмади, которые вылились в уличные протесты, а также публикацию подстрекательских статей. Эти волнения привели к смерти 2000 мусульман — ахмади. В связи с этими беспорядками было установлено военное положение, и правительство было уволено генерал-губернатором.
В этой связи Мирза Башируддин Махмуд Ахмад заявил:

Ахмадийская Мусульманская Община была создана Всемогущим Аллахом. Если эти люди одержат победу, следует признать, что мы были не на верном пути, однако если мы находимся на верном пути, то, несомненно, они потерпят поражение.— Аль-Фазл, от 15 февраля 1953 года.

### Покушение на убийство и смерть
10 марта 1954 года, мужчина, находился в первом ряду за Мирзой Башируддином Махмудом Ахмадом во время молитвы «Аср». Сразу же после окончания молитвы, он бросился в его сторону, и нанёс ему два удара кинжалом в шею и живот. Он получил серьёзные травмы, но выжил. После частичного восстановления, он отправился в Европу для дальнейшего медицинского и хирургического лечения. После кратковременного пребывания в Ливане, Мирза Башируддин Махмуд Ахмад отправился в Швейцарию через Афины и Рим. Он продолжал путешествовать и получил некоторую медицинскую помощь в Цюрихе, Гамбурге и Лондоне. После консультаций со врачами, был сделан вывод, что кончик ножа был сломан и застрял в яремной вене. Врачи рекомендовали ему ничего не предпринимать для его удаления.
Во время своей поездки Мирза Башируддин Махмуд Ахмад побывал в различных миссиях Ахмадийской Мусульманской Общины в Европе, а также посетил Венецию и Австрию. В Лондоне, Мирза Башируддин Махмуд Ахмад провёл конференцию всех миссионеров, находящихся в Европе и посетил ряд других европейских стран.
На протяжении многих лет, здоровье Мирзы Башируддина Махмуда Ахмада подвергалось длительному процессу медленного, но прогрессирующего снижения. 8 ноября 1965 года, в 2 часа 20 минут ночи, Мирза Башируддин Махмуд Ахмад умер в Рабве, Пакистан. После выборов, его преемник III Халиф Обетованного Мессии и Имама Махди Мирза Насир Ахмад, возглавил его заупокойную молитву. Служба состоялась 9 ноября 1965 года в 4:30 вечера . В ней приняло участие более 50 000 человек. Он был похоронен на кладбище «Бахшти макбара» в Рабве, рядом со своей матерью, Нусрат Джахан Бегам.

### Его работы и речи
Ниже перечислены некоторые из основных работ Мирзы Башируддина Махмуда Ахмада.
- «Тафсир Кабир» (Большой Комментарий)
- Введение в изучение Корана
- Приглашение в Ахмадийят
- Подарок для королей
- Новый мировой порядок ислама
- Экономическая система ислама
- Мухаммад в Библии
- Правда, пророчества
- Духовное путешествие
- Ахмадийят — Истинный ислам
- Настоящая революция
- Превосходство Священного Корана
- Мухаммад — Освободитель женщин
- Решение политических проблем Индии
- Существование Бога
- Божьи ангелы
- Разве мог Иисус искупить грехи человечества?
- Зеркало Истины, Истина о сплите
- Путь искателей
- Поминания Аллаха
- Жизнь Мухаммада
- Хазрат Ахмад
- Коллекция поэзии Махмуда

## Семья, брак и дети
Мирза Башируддин Махмуд Ахмад был старшим сыном Мирзы Гулама Ахмада, основателя Ахмадийского движения в Исламе, и его второй женой Нусрат Джахан Бегам. У него было три брата и две сестры, кроме двух братьев от первой супруги своего отца, Хурмат Биби.

### Его супруги
Мирза Башируддин Махмуд Ахмад был женат семь раз, тем не менее, он никогда не имел более четырёх жён одновременно, в соответствии с исламским учением:
1. Mахмуда Бегам (настоящее имя Рашида, позднее оно было изменено на Mахмуда) — дочь Халифа Рашид-ад-Дина, вышла замуж 11.10.1903 года (никах на 2.10.1902).
2. Аматуль Хай — дочь Хакима Маулви Нуруддина, женился 31.5.1914 года
3. Сара Бегам, ….
4. Азиза Бегам, ….
5. Марьям Бегам — дочь Сайида Абдул Саттар Шаха, она умерла в 1944 году.
6. Мариям Садика — дочь Сайида Мир Мухаммада Исмаила ….
7. Бушра Бегам

### Дети
Он имел 24 детей, 13 сыновей и 11 дочерей, от 7 жён. Mахмуду Бегам называют Уммэ Насир (мать Насира). Трое её детей умерли в младенчестве, среди них был Мирза Насиир Ахмад, родившийся в 1906 году.
1. Мирза Насир Ахмад — сын
2. Насира Бегам — дочь
3. Мирза Мубарак Ахмад — сын
4. Мирза (Dr.) Mунаввар Ахмад — сын
5. Мирза Хафиз Ахмад — сын
6. Мирза Азхар Ахмад — сын
7. Мирза Анвар Ахмад — сын
8. Мирза Рафик Ахмад — сын
9. Аматуль Азиза Бегам — дочь

от Аматуль Хай он имел троих детей.
1. Аматуль Каюм — дочь
2. Аматуль Рашида — дочь
3. Мирза Халил Ахмад — сын

Его супругу Марьям называют Уммэ Тахир (мать Тахира)
Один из её сыновей по имени Мирза Азхар Ахмад умер в младенчестве, остальные её дети:
1. Мирза Тахир Ахмад — сын
2. Аматуль Хаким — дочь
3. Аматуль Басит — дочь
4. Аматуль Джамаль — дочь

Его супругу Азизу Бегам называют Уммэ Васим (мать Васима).
1. Мирза Васим Ахмад — сын
2. Мирза Наим Ахмад — сын

Его супругу Марьям Сиддика называют Чоти Апа (Младшая сестра) или Уммэ Mатин (мать Mатина).
1. Аматуль Mатин — дочь

От его супруги Сары Бегам было трое детей.
1. Мирза Рафи Ахмад — сын
2. Аматуль Насиир Бегам — дочь
3. Мирза Ханиф Ахмад — сын